# Robinsonia
Robinsonia is een geslacht van vlinders van de familie spinneruilen (Erebidae).

## Soorten
- R. banghaasi Rothschild, 1911
- R. boliviana Seitz, 1921
- R. cajali Hoffmann, 1934
- R. catasticta Hampson, 1916
- R. deiopea Druce, 1895
- R. dewitzi Juan Gundlach, 1881
- R. evanida Schaus, 1905
- R. flavicorpus Dognin, 1910
- R. flavomarginata Druce, 1899
- R. fogra Schaus, 1895
- R. formula Grote, 1866
- R. irregularis Rothschild, 1917
- R. klagesi Rothschild, 1910
- R. lefaivrei Schaus, 1895
- R. longimacula Schaus, 1915
- R. marginata Rothschild, 1909
- R. mera Schaus, 1910
- R. morula Druce, 1906
- R. mossi Rothschild, 1922

- R. multimaculata Rothschild, 1909
- R. polyplagia Schaus, 1901
- R. praphaea Dognin, 1906
- R. punctata Rothschild, 1909
- R. rockstonia Schaus, 1905
- R. sabata Druce, 1895
- R. sanea Druce, 1895
- R. similis Rothschild, 1909
- R. spitzi Rothschild, 1933
- R. suffusa Rothschild, 1909
- R. valerana Schaus, 1933
- R. willingi Travassos, 1964